# Solanum chacoense
Espèce
Solanum chacoense est une espèce de plante herbacée tubéreuse de la famille des Solanaceae, originaire  de la région du Chaco en Amérique du Sud. Son aire de distribution s'étend du nord de l'Argentine jusqu'à la Bolivie en passant par l'Uruguay et le Paraguay.
Elle est apparentée à la pomme de terre cultivée mais s'en distingue par son niveau de ploïdie, elle est en effet diploïde (2n = 2x = 24) tandis que la pomme de terre (Solanum tuberosum) est tétraploïde  (2n = 4x = 48).
Solanum chacoense est étudiée pour ses gènes de résistance à divers agresseurs biotiques de la pomme de terre, notamment le doryphore.